# Jean Allard
Jean Allard (Angleur, 16 juni 1901 - Jupille-sur-Meuse, 8 januari 1969) was een Belgisch senator en Waals militant.

## Levensloop
Na zijn lager onderwijs in Angleur volgde Allard zijn middelbare studies aan het Atheneum van Luik. Daarna vatte hij studies aan aan de Universiteit van Luik, waar hij eerst een opleiding tot burgerlijk mijningenieur volgde, maar later overstapte naar de richting bestuurswetenschappen. In 1925 behaalde hij zijn licentiaat.
In maart 1926 was Allard medeoprichter van de Algemene Vereniging van Socialistische Studenten (AGES), waarvan hij de voorzitter werd. In deze functie liet hij zich opmerken door zijn vijandigheid jegens het communisme. Zo verzette hij zich in 1926 op het internationaal congres van socialistische studenten in Amsterdam tegen de aanwezigheid van communistische studentenverenigingen. Daarnaast was Allard de beheerder van socialistische studentenbladen als L'Éveil universitaire en L'Étudiant socialiste.
Nog in 1926 werd hij voor de Belgische Werkliedenpartij verkozen tot gemeenteraadslid van Angleur. Hij nam echter al snel ontslag uit deze functie vanwege zijn verhuizing  naar Jupille-sur-Meuse, waar hij aan de slag ging als gemeentebediende en uiteindelijk gemeentesecretaris werd.
Na de inval van Nazi-Duitsland in België in mei 1940 werd Allard gemobiliseerd en voegde hij zich in Frankrijk bij het Belgische leger. Na de Belgische capitulatie keerde hij terug naar België en engageerde hij zich in het verzet. Ook werd hij lid van de Waalsgezinde en rattachistische beweging Wallonie libre. Wegens zijn verzetsactiviteiten werd Allard opgesloten in de Citadel van Luik en na een tweede arrestatie werd hij gedeporteerd naar het concentratiekamp van Esterwegen. Daar hield Allard met gelijkgezinden besprekingen over verschillende kwesties zoals de toekomst van Wallonië, de relaties tussen Walen en Vlamingen alsook de band met Frankrijk. Na zijn passage in Esterwegen werd Allard naar het kamp van Dachau overgebracht, waar hij als vrijmetselaar met enkele medegevangenen de informele loge Liberté Chérie.
Na de Bevrijding en het einde van de Tweede Wereldoorlog nam Allard zijn functies als gemeentesecretaris in Jupille-sur-Meuse en bibliothecaris in Angleur opnieuw op. Ook zette hij zijn engagement in de Waalse Beweging voort, waar hij de culturele autonomie voor Vlaanderen en Wallonië verdedigde. In 1945 nam hij deel aan het Waals Nationaal Congres, hij werkte mee aan het Centrum Harmel en was lid van het Mouvement populaire wallon vanaf de stichting in 1961. In 1947 werkte Allard mee aan het voorstel tot grondwetsherziening dat neergelegd werd door verschillende Waalse parlementsleden, die in uitvoering van de besluiten van het Waals Nationaal Congres ervoor pleitten om consultatieve raden op te richten voor Vlaanderen, Wallonië en Brussel.
In augustus 1947 werd hij namens de PSB lid van de Senaat. Die maand volgde hij de ontslagnemende Maurice Delbouille op als gecoöpteerd senator. Bij de verkiezingen van juni 1949 werd Allard rechtstreeks verkozen als senator, voor het arrondissement Luik, een ambt dat hij zou behouden tot in 1968. In de Senaat was hij lid van de commissies Culturele Zaken en Naturalisaties. Daarenboven was hij van 1949 tot 1965 lid van de raad van beheer van het Gemeentefonds.
In 1968 zette Allard een punt achter zijn parlementaire loopbaan. Begin januari 1969 overleed hij aan longkanker.